# Bolyarovo (obchtina)
Pour la ville, voir Bolyarovo.
Obchtina Bolyarovo (bulgare : Община Болярово) est une commune dans le sud-est de la Bulgarie.

## Géographie physique
La commune de Bolyarovo est située dans le sud-est de la Bulgarie, à 340 km à l'est-sud-est de la capitale Sofia.
Le territoire de la commune s'étend, pour sa partie la plus à l'ouest, sur l'extrémité de la plaine de Thrace du Nord et, pour l'essentiel, sur la partie ouest du massif de la Strandja.

## Climat
Le climat est de type méditerranéen l'été avec des températures élevées et peu de précipitations et de type semi-continental l'hiver avec des températures légèrement au-dessus de 0°C.

## Géographie humaine
| 1926 | 1934   | 1946   | 1956   | 1965   | 1975   | 1985  | 1992  | 2001  |
| ---- | ------ | ------ | ------ | ------ | ------ | ----- | ----- | ----- |
| -    | 19 789 | 21 667 | 18 887 | 14 909 | 10 096 | 8 546 | 7 454 | 5 638 |

| 2011  | 2021  | - | - | - | - | - | - | - |
| ----- | ----- | - | - | - | - | - | - | - |
| 4 068 | 3 435 | - | - | - | - | - | - | - |

## Administration

### Structure administrative
La municipalité de Bolyarovo comprend 20 localités (1 ville et 19 villages) :
| - ville de Bolyarovo - village de Charkovo - village de Dabovo - village de Dennitsa - village de Golyamo Krouchèvo | - village de Gorska polyana - village de Iglika - village de Kamén vrakh - village de Kraïnovo - village de Malko Charkovo | - village de Mamartchèvo - village de Oman - village de Popovo - village de Roujitsa - village de Sitovo | - village de Stéfan Karadjovo - village de Strandja - village de Valtchi Izvor - village de Vodèn - village de Zlatinitsa |

Le chef-lieu de la commune est la ville de Bolyarovo.

### Maires
| Période                                  | Période  | Identité       | Étiquette | Qualité    |
| ---------------------------------------- | -------- | -------------- | --------- | ---------- |
| Les données manquantes sont à compléter. |          |                |           |            |
| 1995                                     | En cours | Hristo Hristov | PSB       | Professeur |

### Jumelages
La commune de Bolyarovo est jumelée avec les collectivités territoriales suivantes :
- Néa Výssa (Grèce)
- Kofçaz (Turquie)

## Galerie

Carte topographique de la commune
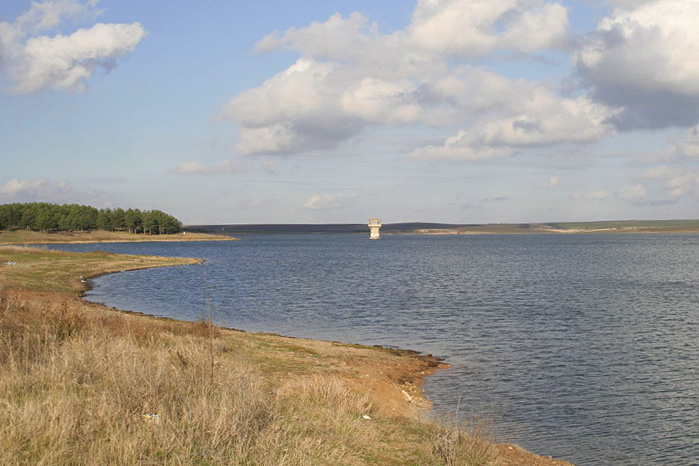
Malko Charkovo : le lac artificiel
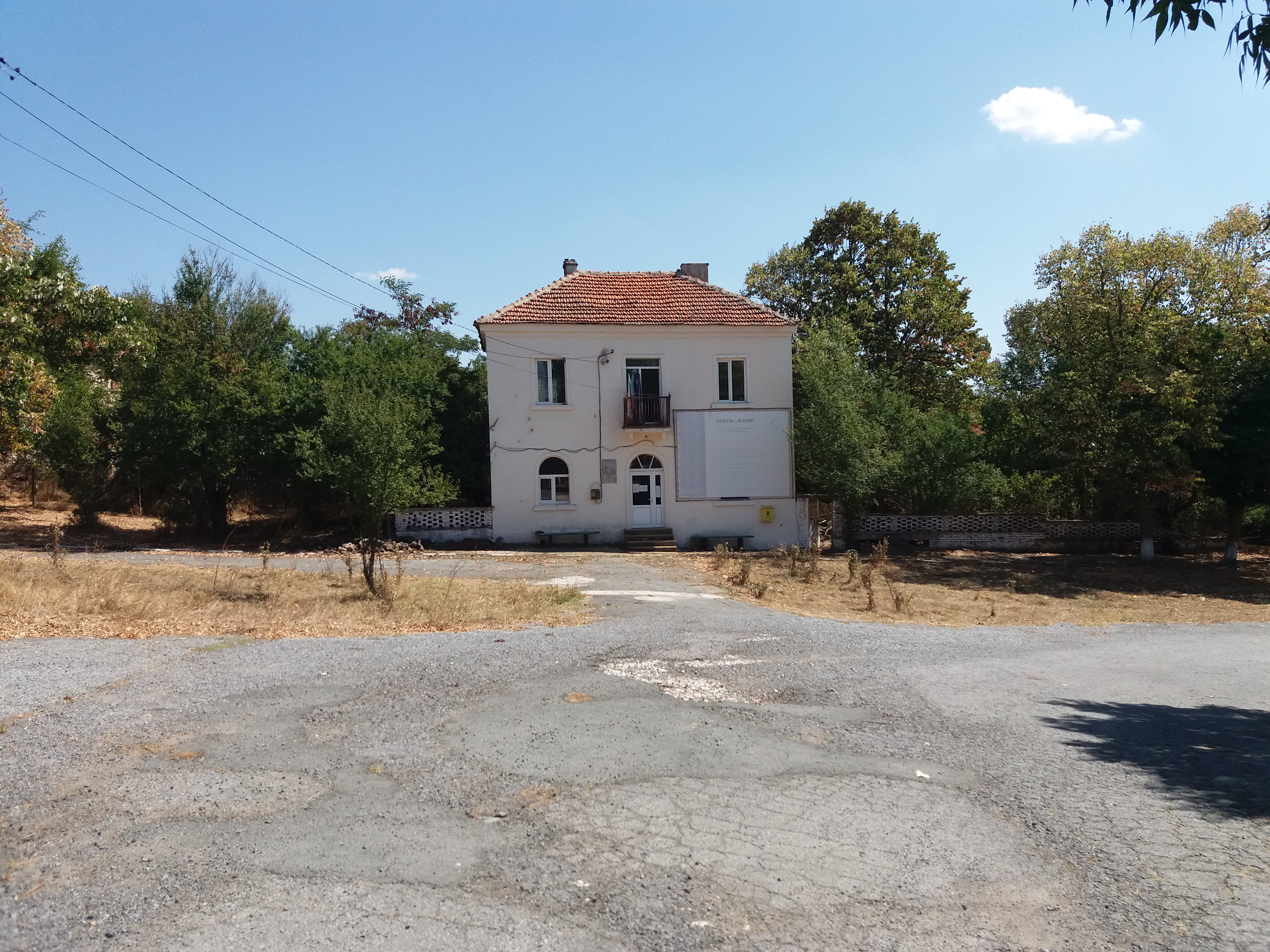
Strandja : la mairie-annexe
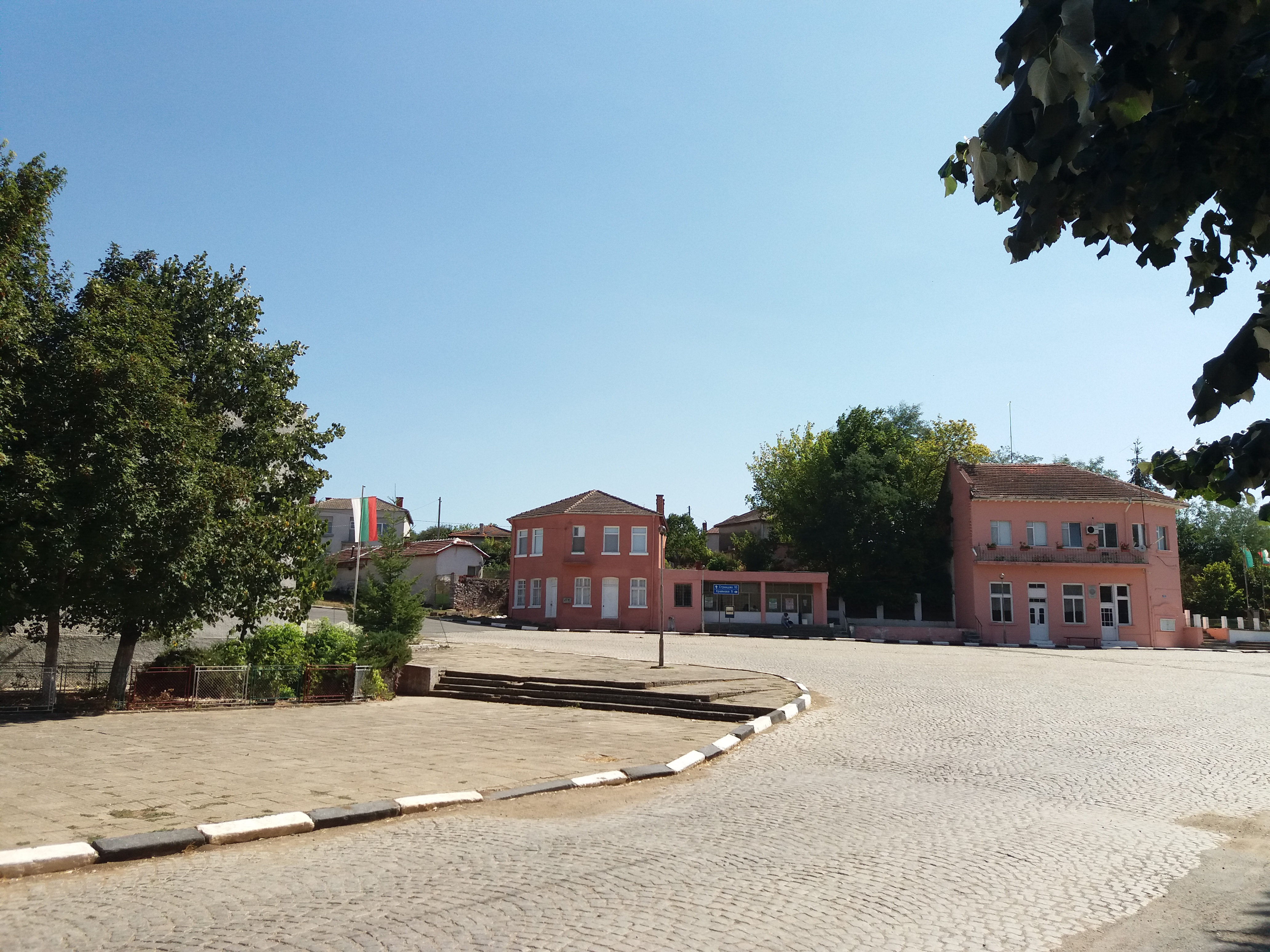
Vodèn : le centre et la mairie-annexe
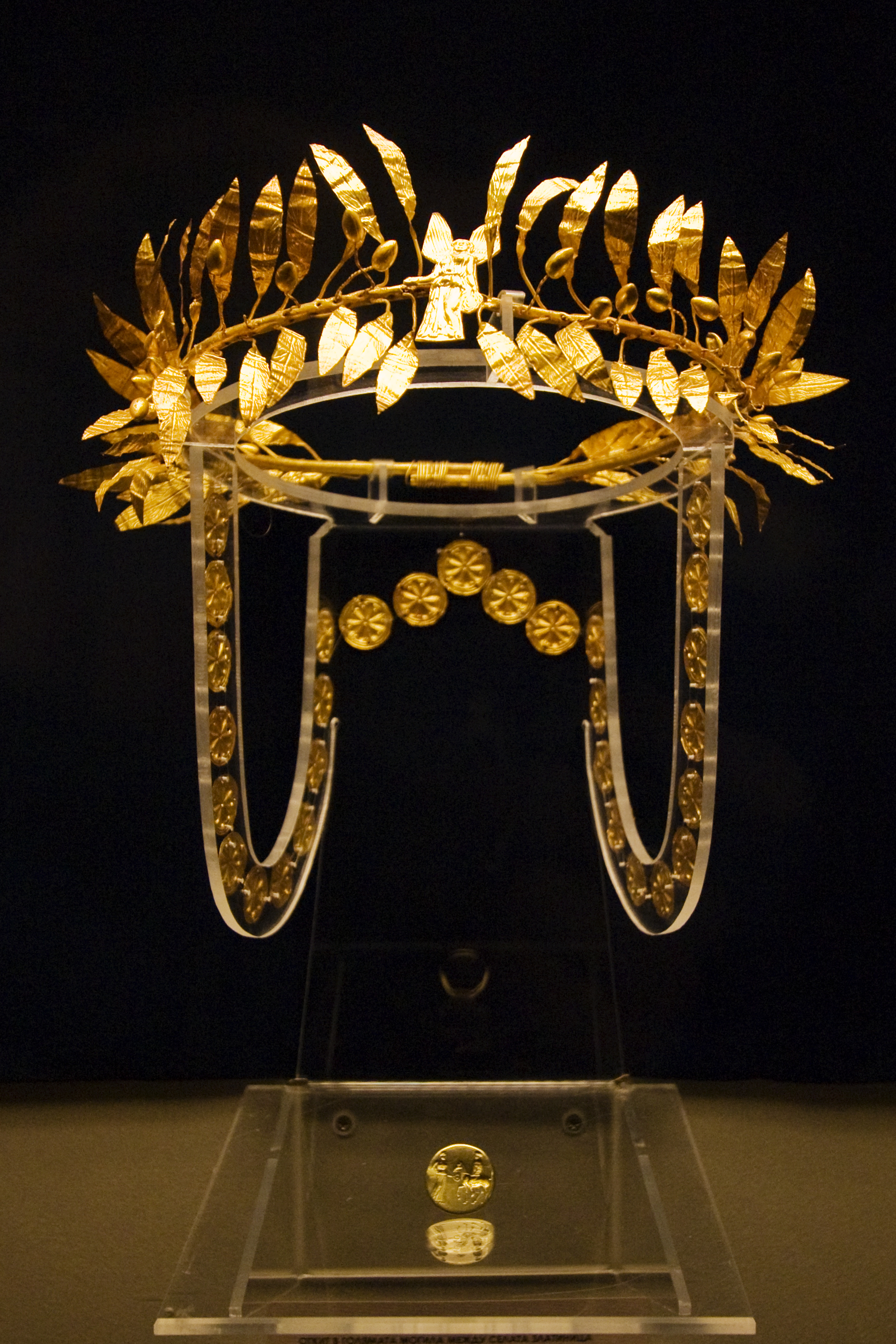
Couronne d'or faisant partie du trésor ordyse découvert en 2005 à Golyamata Moguila, entre Zlatnitsa et Malomirovo.